# Turisme a Catalunya
El Turisme a Catalunya és un dels sectors econòmics més importants de Catalunya, la principal destinació turística d'Espanya i una de les més importants d'Europa.
El turisme és el sector econòmic de major creixement al llarg de les darreres dècades i el que més bé resisteix els períodes de crisi i estancament econòmic com l’actual. El turisme és un fenomen plenament estructural: l’hàbit de fer turisme s’ha estès fins a esdevenir una “necessitat bàsica” en les pautes de consum de moltes persones d’un ampli espectre socioeconòmic.A Catalunya el turisme es centra principalment al litoral a partir del producte de sol i platja, i a les ciutats, especialment a la ciutat de Barcelona.
El turisme també està molt present en territoris nord-catalans per l’oferiment excessiu de segones residències i els pisos turístics arreu de Catalunya on amb l’increment del seu preu les persones amb menys recursos es veu obligada a moure's cap a una altra zona residencial.
El turisme suposa un 15% del Producte Interior Brut del país. Per comarques el pes del turisme oscil·la entre el 3,7% a la Ribera d'Ebre al 30,7% de l'Alta Ribagorça, sobre el seu PIB total.
Segons una notícia del 2018, dels xinesos que fan turisme a l'Estat Espanyol, la meitat va a Catalunya.
És necessària la implementació d’estratègies de canvi en el model de gestió turística dirigides vers un model més diversificat, desestacionalitzat, que emfasitzi la qualitat del producte i la seva integració amb el territori, l’economia, la societat i la cultura del país per augmentar la seva sostenibilitat.

## Procés històric del desenvolupament del turisme a Catalunya
El turisme neix a partir del primer terç del segle XX a causa de l’impuls de la burgesia i els empresaris dels camps de la importació i exportació, i les ànsies de regeneració de polítics liberals. Els locals van voler fer front als problemes estructurals de la política i l’economia els quals patia Espanya i Catalunya. L’arribada de la Segona república va fer que el govern de l’estat aprovés la llei donant dret a vacances pagades a totes les persones assalariades, un dret social reivindicat feia temps pels moviments obrers. L’1 de juny del 1932 es va posar en marxa l’Oficina de Turisme de Catalunya i el Servei de Viatges i Vacances Obreres. El 1934 s’inaugurava, a Barcelona, el primer Saló del Turisme i dels Esports. En aquelles èpoques també agafava força el concepte de ciutat jardí, urbanitzacions d'estiueig estretament vinculades a la burgesia i, en menor grau, a la classe mitjana. El fet d’impulsar el turisme a partir de les vacances va fer que es millorés totes les instal·lacions, per una millor presència dels viatgers i poder potenciar aquest sector.

## Espai costaner i activitat nàutica
Catalunya es veu afavorida degut a els factors naturals com l'heterogeneitat geològica dels diferents sectors de costa on, es combinen platges sorrenques i penya-segats també, el clima mediterrani i la proximitat al mar que garanteix l'absència de grans contrastos de temperatures. El clima és suau, precipitacions escasses amb sequeres estivals i pluges abundants a la tardor.
Els 780km de longitud de la costa catalana acullen un total de 47 ports esportius i instal·lacions nàutiques amb aproximadament 28.641 amarradors. La seva presencia es continua al litoral i cada 17 km podem trobar un port o estació nàutica.
La construcció d'aquests espais i ampliació d'altres, ha provocat una gran oferta de serveis que s'enfoquen en diversos públics i que ofereixen serveis complementaris lligats a la nàutica: Tallers, varadors, activitats turístiques i zones de restauració o lleure.

### Des del punt turístic podem destacar cinc estacions nàutiques
1. Estartit - Illes Medes (Costa Brava)
2. Palamós - Sant Antoni i Calonge (Costa Brava)
3. Santa Susanna (Maresme)
4. Vilanova i la Geltrú (Garraf)
5. Salou - Cambrils - Mont-Roig - Miami Platja (Costa Daurada)

Són espais catalitzadors del turisme nàutic pel seu caràcter aglutinador de l'oferta i les empreses turístiques, recreatives i de serveis.

### Funcionalitat turistica
El creixement està relacionat directament amb la demanda dels viatges centrats en l'espai costaner i marítim. Es va estimar que el turisme nàutic genera aproximadament unes 40.629 places de treball de manera directa o indirecta.
La gran problemàtica del turisme ha estat el fet de no saber tractar el producte turístic de manera que, s'han incorporat EN (estacions nàutiques, agrupacions empresarials dinamitzadores del marc geogràfic que les integra) pel litoral català. Espais que permetin l'organització de l'oferta íntegra del turisme nàutic. A l'hora també permeten complementar l'oferta turistica de la zona fora del context marítim.

## Tipologies i distribució del turisme
El turisme a Catalunya es distribueix en diverses tipologies, destacant:
1. Turisme de sol i platja: Concentrat a les zones litorals, com la Costa Brava, la Costa Daurada i el Maresme. Aquest model atrau turistes nacionals i internacionals, però es troba en un punt de saturació que exigeix una transformació cap a propostes més sostenibles.
2. Turisme urbà: Liderat per Barcelona, que és un pol d’atracció global gràcies a la seva oferta cultural, arquitectònica i d’esdeveniments. Altres ciutats com Girona, Tarragona i Lleida també contribueixen al turisme urbà.
3. Turisme cultural: Catalunya destaca per la seva riquesa cultural, amb obres de Gaudí, el patrimoni romànic de la Vall de Boí i festivals com el de Peralada. La cultura esdevé un factor diferencial en un mercat globalitzat on els destins competeixen per atraure visitants amb una oferta única i reconeixible.[7]
4. Turisme rural i de natura: Cada cop més popular, especialment a l’interior i a les zones pirinenques, com la Vall d’Aran i l'Alta Ribagorça. Es basa en activitats com el senderisme, l'esquí i l'observació del patrimoni natural.
5. Turisme de segones residències: Especialment present a zones costaneres i muntanyoses, amb un impacte en el preu de l'habitatge i la disponibilitat de recursos locals.

## Reptes i sostenibilitat
El turisme a Catalunya s'enfronta a reptes significatius, com la massificació, l’impacte mediambiental i la gentrificació, especialment a Barcelona i altres destinacions populars. Aquests desafiaments es veuen reflectits també en el turisme cultural, que pot caure en la banalització o la mercantilització de les manifestacions culturals locals.

## Marques turístiques

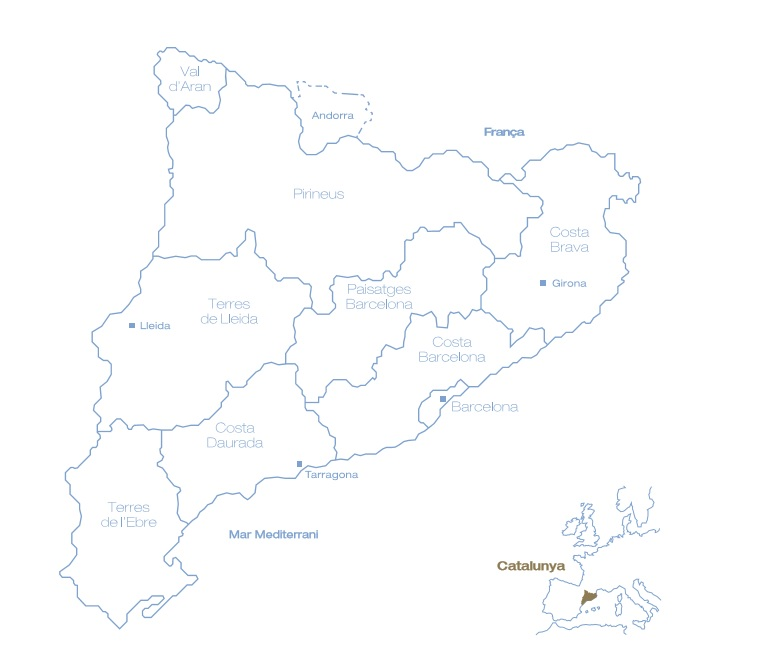
Hi ha nou marques turístiques de Catalunya aprovades per l'Agència Catalana de Turisme.

- Paisatges Barcelona[8]
- Costa Barcelona
- Marca Barcelona[9][10]
- Marca Costa Brava[11]
- Marca Costa Daurada
- Marca Terres de l'Ebre[12]
- Marca Pirineus[13][14]
- Marca Val d'Aran[15]
- Marca Terres de l'Ebre[12]
- Penedès Marítim[16]